# Archer Daniels Midland
Pour les articles homonymes, voir ADM.
Archer Daniels Midland (NYSE : ADM), fondée en 1923, est une multinationale étasunienne œuvrant dans l'agro-industrie et le négoce de matières premières. Elle possède 300 usines à travers le monde. Le groupe a réalisé un chiffre d'affaires de 64,66 milliards de dollars (USD) en 2020. Le siège d'ADM est situé dans la tour 77 West Wacker Drive à Chicago. ADM fait partie des « ABCD », c'est-à-dire des quatre plus grosses entreprises de négoce de céréales au monde : les trois autres sont Bunge, Cargill et le groupe Louis-Dreyfus.

## Activités
Les produits d'ADM comprennent des huiles et des tourteaux de soja, de coton, de tournesol, de canola, d'arachides, de lin, de palmiste et d'huile de diacylglycérols, ainsi que du germe de maïs, des granulés de gluten de maïs, du sirop, de l'amidon, du glucose, du dextrose, du dextrose cristallin, édulcorants au maïs à haute teneur en fructose, chocolat, éthanol et farine de blé. Les utilisations finales sont la consommation humaine, animale et les additifs pour le carburant.

### Oléagineux
Le segment de traitement des graines oléagineuses comprend les activités mondiales liées à l'origination, à la commercialisation, au broyage et à la transformation ultérieure des graines oléagineuses telles que le soja et les graines molles (graines de coton, graines de tournesol, canola et lin) en huiles végétales et tourteaux protéinés.
Au premier trimestre de 2020, pendant la pandémie de Covid-19, ADM a vu son bénéfice d'exploitation des services agricoles et oléagineux (le plus grand segment de revenus du groupe) augmenter de 422 millions de dollars (USD), soit 1,2 %.

### Maïs
Le segment de la transformation du maïs d'ADM est engagé dans des activités de broyage humide et de broyage à sec du maïs, sa base d'actifs étant principalement située dans la partie centrale des États-Unis. Le segment de la transformation du maïs convertit le maïs en édulcorants et amidons et en bioproduits. Ses produits comprennent des ingrédients utilisés dans l'industrie alimentaire et des boissons, notamment des édulcorants, de l'amidon, du sirop, du glucose (dextrose). Le dextrose et l'amidon sont utilisés par le secteur de la transformation du maïs comme matières premières pour ses activités de bioproduits.

### Services agricoles
Le secteur des services agricoles d'ADM utilise son silo à grains américain, son réseau de transport mondial et ses opérations portuaires pour acheter, stocker, nettoyer et transporter des produits agricoles, tels que les oléagineux, le maïs, le blé, le sorgo, l'avoine, le riz et l'orge, et revend ces produits, principalement en tant qu'ingrédients pour l'alimentation humaine et animale, mais également comme matière première pour la transformation agricole (biocarburants).

## Histoire
En 1902, George Archer et John Daniels lancent une entreprise de broyage de graines de lin à Minneapolis, dans l’État du Minnesota. En 1923, la société Archer-Daniels Linseed acquiert la société Midland Linseed Products et la société Archer Daniels Midland est créée. ADM élargit ensuite ses activités agroalimentaires pour y inclure la mouture, la transformation, les ingrédients alimentaires de spécialité et le cacao.
De juin 1992 à juin 1995, ADM est connue comme ayant participé à l'un des plus grands cartels mondiaux (le cartel de la lysine). Ce cartel a permis le développement massif de la politique antitrust dans le monde entier. Le film The Informant! (avec Matt Damon) retrace son histoire.
En 2007, elle devrait reprendre les quatre usines d'Europe de l’Est de Talfiie, filiale de Tate & Lyle, reprise par Tereos.
En octobre 2013, Cargill annonce l'acquisition des activités cacao d'ADM pour environ 2 milliards de dollars,.
En 2013, ADM a lancé une OPA de 2,8 milliards de dollars australiens sur GrainCorp, mais l'opération a été annulée par les autorités australiennes en novembre 2013.
En juillet 2014, ADM annonce l'acquisition de Wild Flavors pour environ 3 milliards de dollars. En septembre 2014, Cargill acquiert les activités dans le chocolat, soit six usines (trois en Amérique du Nord et trois en Europe), d'ADM pour 440 millions de dollars.
En décembre 2014, Olam acquiert les activités de transformation de cacao d'ADM pour 1,3 milliard de dollars.
En 2017, ADM fait l'acquisition de CHAMTOR, amidonnerie-glucoserie à Bazancourt (Marne), historiquement sous VIVESCIA. CHAMTOR disparaît donc pour laisser place à ADM BAZANCOURT.
En juillet 2018, ADM annonce l'acquisition de Neovia, une filiale d'InVivo spécialisée dans la nutrition animale, pour 1,8 milliard de dollars.
En juillet 2019, ADM et Cargill s'échangent certains de leurs silos à grain aux États-Unis.

### Comité de direction
Aujourd'hui, le comité de direction se compose comme suit: 
- Juan R. Luciano, président du conseil d'administration, président et CEO d'ADM
- Michael S. Burke, président et CEO d'Aecom
- Ted Colbert, président et CEO, Global Services, Boeing
- Terrell Crews, ancien CFO de Monsanto
- Pierre Dufour, ancien président et CEO d'Air liquide USA
- Donald Felsinger, ancien président du conseil d'administration et CEO de Sempra Energy
- Suzan Harrison, ancienne cadre de Colgate-Palmolive
- Patrick Moore, président et CEO de PJM Advisors
- Francisco Sanchez, président du conseil d'administration et CEO de CSN Global Consulting
- Debra Sandler, président et CEO de LaGrenade
- Lei Zhang Schlitz, vice-présidente exécutive d'ITW
- Kelvin Westbrook, président et CEO de KRW Advisors